# Katastrofa lotu Air Canada 621
Katastrofa lotu Air Canada 621 – katastrofa lotnicza, jaka miała miejsce 5 lipca 1970 roku w Międzynarodowym Porcie Lotniczym Pearson, w Toronto, w Kanadzie. W wyniku pożaru samolot DC-8, odbywający lot Air Canada 621, runął na ziemię, zabijając wszystkie 109 osób na pokładzie maszyny.

## Lot
Rejs nr 621 opuścił Międzynarodowy Port Lotniczy Montreal o 7:17 bezchmurnym, słonecznym rankiem 5 lipca 1970 roku. Na pokładzie nowej czterosilnikowej maszyny serii DC-8 (DC-8-63, nr rej. CF-TIW) miejsca zajęło stu pasażerów i dziewięcioosobowa załoga. Przysłany przed dwoma miesiącami odrzutowiec wykonał tylko 453 godziny lotu. 50-minutowy rejs miał zakończyć się w porcie Pearson w Toronto, by stamtąd wyruszyć w dalszą trasę – do Los Angeles. Podczas całej podróży sterowanie przejął kapitan samolotu – Peter Hamilton. Był to doświadczony pilot Air Canada – w towarzystwie pracował od 1946 roku. W kokpicie towarzyszyli mu: drugi pilot – Donald Rowland, a także mechanik pokładowy – Gordon Hill. Do niemal samego końca podróż przebiegała bez zakłóceń.

## Przed lądowaniem
Dwie minuty po godzinie ósmej – w odległości 12 km od docelowego lotniska – sprawdzona została lista Before-Landing Check, po czym załoga zaczęła przygotowywać się do lądowania.
Według procedur Air Canada podczas opuszczania podwozia należało uzbroić spojlery samolotu. Spojlery wolno było uruchomić po przyziemieniu. Procedurę tę jednak Hamilton i Rowland umyślnie omijali – prawdopodobnie obaj obawiali się ich przypadkowego uruchomienia podczas schodzenia. Drugi pilot wolał uzbrajać je podczas manewru zwanego wytrzymaniem (ang. flare) – poziomy lot nad pasem tuż przed samym przyziemieniem; podczas wytrzymania pilot zmniejsza energię kinetyczną i pęd samolotu. Natomiast kapitan uważał, że spoilery należy uzbroić dopiero po przyziemieniu. Pomiędzy pilotami powstał więc rodzaj umowy, mówiący o tym, że kiedy kapitan pilotuje samolot, drugi pilot uzbraja spojlery w momencie, który kapitan uważa za słuszny (na ziemi) i odwrotnie. Podczas lotu 621 stery dzierżył kapitan, więc uzbrojenie spojlerów należało do drugiego pilota i zgodnie z umową miał je uzbroić na ziemi i natychmiast po ich uzbrojeniu uruchomić je. Drugi pilot przyzwyczaił się więc do tego, że lecąc z tym kapitanem wykonywał obie czynności niemal równocześnie – najpierw uzbrojenie, a później natychmiastowe uruchomienie.
Jednak podczas tego lotu drugi pilot zaproponował uzbrojenie spojlerów podczas wytrzymania, na co początkowo nie chciał się zgodzić kapitan. W końcu jednak kapitan dał za wygraną mówiąc: OK, give them to me on the flare, I'm tired of fighting it (Dobrze, dawaj je na wytrzymaniu, męczy mnie sprzeczka z tobą.). Przygotowując się do wykonania manewru wytrzymania kapitan zmniejszył prędkość maszyny i po chwili drugi pilot uzbroił spojlery. Ale odruchowo (prawdopodobnie dlatego, że tak zawsze robił lecąc z tym kapitanem) natychmiast je też uruchomił, czego pod żadnym pozorem nie wolno robić w powietrzu. Maszyna znajdowała się wówczas na wysokości ponad 15 m nad powierzchnią pasa nr 32. Minęła godz. 8:05. Nagle maszyna zaczęła gwałtownie opadać. Drugi pilot natychmiast zorientował się w swojej pomyłce, o czym świadczą wypowiedziane dwukrotnie słowa Sorry, Pete!. Było już jednak za późno.

## Katastrofa
Kapitan postąpił odruchowo: szybko ściągnął kolumnę sterowniczą dając pełną moc na wszystkie cztery silniki. Dziób samolotu zaczął się wznosić, jednak samolot nieustannie opadał, ponieważ zwiększenie mocy silników wymaga kilku sekund. Po chwili odrzutowiec uderzył o powierzchnię pasa startowego: siła uderzenia oderwała od skrzydła silnik nr 4 wraz z pylonem i fragmentem skrzydła. Z uszkodzonych zbiorników zaczęło wyciekać paliwo, po chwili nastąpił zapłon. Równocześnie pracujące pełną mocą silniki spowodowały, że po odbiciu się od pasa samolot zaczął się wznosić.  
W chwili gdy piloci unieruchomili spojlery, DC-8 zaczął się wznosić szybciej. Uszkodzony samolot ciągnął za sobą smugę dymu i płomieni. Samolot osiągnął wysokość niespełna 950 metrów. Załoga, nie do końca świadoma uszkodzeń, chciała zrobić krąg i ponownie lądować na pasie 32, ale z uwagi na pozostające na nim odłamki kontrola zasugerowała podejście na pas 23.
W dwie i pół minuty po pierwszej kolizji z ziemią – o 8:09 – samolotem wstrząsnęła silna eksplozja na końcówce prawego skrzydła – w miejscu wybuchu silnika nr 4. Na ziemię posypały się szczątki konstrukcji skrzydła. Po sześciu sekundach maszyną wstrząsnęła kolejna eksplozja, w wyniku której odpadł płonący silnik nr 3. 6,5 sekundy później nastąpiła trzecia, niszcząca prawe skrzydło detonacja. W wyniku utracenia dwóch silników i większości z konstrukcji skrzydła, samolot ze 109 osobami na pokładzie rozpoczął głębokie nurkowanie i z dużą prędkością uderzył o ziemię eksplodując.
Wszyscy ponieśli śmierć. Ostatnim, zarejestrowanym głosem z "czarnej skrzynki" było urwane zdanie, wypowiedziane przez niezidentyfikowanego członka załogi: "Straciliśmy skrzydło...".

## Przyczyny
Oficjalny kanadyjski raport nie zawiera stwierdzeń na temat przyczyn katastrofy, jednak badający sprawę odkryli, iż z tragedią związane są tylne spojlery samolotu uruchomione zbyt wcześnie, co przyczyniło się do pierwszego upadku maszyny.